# Пушнякова
Пушняко́ва (рос. Пушнякова) — присілок у складі Шатровського району Курганської області, Росія. Входить до складу Комишевської сільської ради.
Населення — 43 особи (2010, 66 у 2002).
Національний склад станом на 2002 рік: росіяни — 100 %.